# (500408) 2012 TF110
(500408) 2012 TF110 es un asteroide perteneciente al cinturón de asteroides, descubierto el 27 de agosto de 2006 por el equipo del Spacewatch desde el Observatorio Nacional de Kitt Peak, Arizona, Estados Unidos.

## Designación y nombre
Designado provisionalmente como 2012 TF110.

## Características orbitales
2012 TF110 está situado a una distancia media del Sol de 3,140 ua, pudiendo alejarse hasta 3,405 ua y acercarse hasta 2,876 ua. Su excentricidad es 0,084 y la inclinación orbital 8,898 grados. Emplea 2033,16 días en completar una órbita alrededor del Sol.

## Características físicas
La magnitud absoluta de 2012 TF110 es 16,8.